# Parc d'État de Dismal Swamp
Le parc d'État de Dismal Swamp est un parc d'État de Caroline du Nord dans le comté de Camden aux États-Unis. Il est ouvert au public depuis 2008. C'est la première fois qu'un accès au marais est donné au public en Caroline du Nord. Le parc couvre une superficie de 58,05 km2 (14 344 acres) de terres protégées situées à la frontière entre la Caroline du Nord et la Virginie.
Les bureaux du parc sont situés à 5 km au sud de la frontière sur la route 17 près de la ville de South Mills.

## Histoire
Vers 1650, quelques amérindiens vivaient encore dans la zone de Dismal Swamp, et les colons européens montrèrent peu d'intérêt au marais.
En 1665, William Drummond, futur gouverneur de la Caroline du Nord, fut le premier européen à explorer le lac qui aujourd'hui porte son nom. William Byrd II dirigea une expédition dans le marais pour dessiner les limites de division entre la Virginie et la Caroline du Nord en 1728. George Washington visita le marais et l'appela "magnifique paradis" ("glorious paradise"). Il créa ensuite la Dismal Swamp Land Company en 1763, qui procéda au drainage et la coupe de bois de construction de la partie du secteur. Un fossé de 8 km sur le côté ouest du refuge actuel porte toujours son nom. En 1805, le canal de Dismal Swamp a commencé à servir de route commerciale pour le bois de construction sortant du marais.
Auparavant et pendant la Guerre civile américaine, le marais était une cachette pour des esclaves fugitifs des environs. Quelques personnes pensent qu'il y avait au moins mille esclaves vivant dans le marais. Ce fut le sujet du livre de Harriet Beecher Stowe :"Dred, a Tale of the Dismal Swamp".
Tandis que tous les efforts pour drainer le marais ont échoué, l'exploitation des bois du marais s'est avérée être une activité commerciale fructueuse. Les opérations d'exploitation ont continué jusqu'en 1976. Le marais entier a été déboisé au moins une fois et beaucoup de secteurs ont été brûlés par des feux de forêt périodiques. Le développement agricole, commercial et résidentiel a détruit beaucoup du marais, ainsi la partie restante dans et autour du refuge représente moins de la moitié de la taille d'origine du marais.
Avant que le refuge n'ait été établi, plus de 230 km de routes ont été construits pour fournir l'accès au bois de construction. Ces routes ont perturbé l'hydrologie naturelle du marais. Les fossés, qui ont été creusés pour fournir les matériaux pour les corps de chaussée, ont drainés l'eau du marais. Les routes ont aussi bloqué le flux d'eau, inondant quelques secteurs du marais avec l'eau stagnante.
Les opérations d'exploitation du bois ont enlevé la végétation naturelle de cyprès chauve et le cyprès blanc de l'Atlantique, qui a été remplacée par d'autres types de végétation comme  l'érable rouge. Un marais plus sec et la suppression de feux de forêt ont créé les conditions écologiques qui étaient moins favorables à la survie des cyprès. En conséquence, la variété faunistique et floristique a diminué.
Le parc d'État de Dismal Swamp s'est ouvert en 2008. On y accède par un pont flottant sur le canal constitue le seul accès public pour les visiteurs. Des parcours de randonnées à pied et à vélo se sont ouverts et des parcours supplémentaires sont en construction.

## Écologie
Le parc d'État de Dismal Swamp est beaucoup plus sec qu'il ne l'était par le passé. Les efforts humains pendant les derniers 200 ans pour drainer le marais l'ont laissé drastiquement altéré. Les fossés et les pistes pour l'acheminement du bois ont coupé le flux normal du marais et crée une série de bassins d'eau stagnante et de morceaux de terre sèche. Les arbres de la zone ont aussi changé: les différents types de cyprès et autres plantes aimant l'eau ont été remplacés par l'érable rouge et le cèdre blanc du fait de la modification des sols.
Le cèdre blanc prospère dans la tourbe qui est commune dans le secteur. Ces arbres fournissent un habitat pour plusieurs espèces rares. Le Callophrys hesseli, une espèce de papillon qui dépend du cèdre blanc a été découvert au parc. Des parulines à gorge noire font leurs nids dans les cèdres blancs.
Les parties drainées du marais sont désormais composées d'érables rouges, de noyers noirs, d'Asiminiers trilobés et plusieurs espèces de chênes. Le cerf de Virginie, le dindon sauvage, le Colin de Virginie et des lapins de marais vivent dans les zones le long des sentiers. La mûre et la myrtille poussent en bordure des chemins. Ces baies attirent un grand nombre d'ours noirs du secteur. D'autres animaux communs coexistent comme le raton laveur, l'opossum, le renard gris, ainsi que le lynx roux.
Quarante-trois espèces de papillons ont été trouvées dans le parc. Plusieurs variétés de fauvettes et de passereaux sont présentes. Les pics et des faucons y nichent, ainsi que des chouettes rayées.

## Activités
Le parc d'État de Dismal Swamp est ouvert toute l'année. Le canal de Dismal Swamp est ouvert au canoës et aux kayaks.Une rampe de bateau fournit l'accès au canal dans le parc. Il y a 26,9 km (16,7 miles) de chemins ouverts aux randonnées à pied et en VTT à travers les bois.